# La Très Moutarde
 (juillet 2025).
Pour plus de détails, voir Fiche technique et Distribution.

La Très Moutarde est un court métrage muet français réalisé par Georges Monca, tourné en 1908 mais sorti en 1915.

## Synopsis
Comme Max est un jeune homme très très timide, son père décide d'organiser lui-même son mariage. Seulement la future belle-mère le trouve tellement timide qu'elle conseille l'oncle de lui montrer un peu de la vie pour qu'il acquière un peu de maturité. L'oncle suit les conseils et les voila parti tous les deux, bientôt îvres à faire la foire pendant une nuit entière à Paris.

## Fiche technique
- Titre : La Très Moutarde
- Réalisation : Georges Monca
- Conseiller technique : Louis Gasnier
- Scénario : Armand Massard
- Société de production : Pathé Frères
- Pays d'origine :  France
- Langue : film muet avec les intertitres en français
- Format : Noir et blanc — 35 mm — 1,33:1 — Muet
- Genre : Comédie
- Durée : 19 minutes
- Dates de sortie :
  -  France : 16 juillet 1915
  -  États-Unis : 8 décembre 1915

## Distribution
- Max Linder : Max, le jeune homme timide
- Henri Collen : L'oncle